# Ivó Vinuesa Rocher
Ivó Vinuesa Rocher (Barcelona, 1975) és un realitzador, i videoartista català que viu i treballa a Pontós (Alt Empordà).
Des de 1995 es dedica al l'audiovisual en diversos àmbits, cinema, televisió, publicitat i arts escèniques. Les seves creacions videogràfiques transiten pel llenguatge documental, com Desvetllament (2006), Checkpoint Charlie (2008), o Democràcia (2010). Ha col·laborat amb altres artistes com: Roger Bernat, Tomàs Aragay, Juan Navarro, Katrina Djurdjevic o la Societat Doctor Alonso.

## Exposicions rellevants
- velocitat v=e/t- Museu de l'Empordà 11/12/2010 – 23/01/2011: Fou una instal·lació audiovisual que investigà les múltiples percepcions de la fórmula v=e/t, a partir d'una crònica del procés de construcció d'una gran infraestructura com és l'AVE, que transforma el paisatge i les relacions espai temporals. El projecte ofereix un testimoni antropològic de la modernització de les línies ferroviàries mitjançant la recopilació de filmacions de les obres i dels obrers de l'AVE, en el

tram comprès entre l'Alt Empordà i la Catalunya Nord, darrer pas de la connexió de l'alta velocitat entre Espanya i Europa.